# Ghiacciaio Tundzha
Il Ghiacciaio Tundzha (in lingua bulgara: ледник Тунджа, Lednik Tundzha) è un ghiacciaio antartico situato nella Penisola Varna, nel settore orientale dell'Isola Livingston, che fa parte delle Isole Shetland Meridionali, in Antartide. 

## Caratteristiche
È situato a est-sudest del Ghiacciaio Berkovitsa, a ovest del Saedinenie Snowfield, a nordovest del Ghiacciaio Pimpirev, a nord del Ghiacciaio Kamchiya e a est-nordest del Ghiacciaio Verila. È delimitato a ovest dallo Snow Peak, a est dal Teres Ridge e dallo spartiacque tra il Canale di Drake e lo Stretto di Bransfield.
Si estende su una lunghezza di 14 km in direzione est-ovest e 4,4 km in direzione nord-sud; fluisce in direzione nord nella Hero Bay tra Avitohol Point e Siddins Point.

## Denominazione
La denominazione è stata assegnata dalla Commissione bulgara per i toponimi antartici in riferimento al fiume Tundža, che scorre in Bulgaria e Turchia. È uno dei toponimi bulgari conferito dalla spedizione Tangra 2004/05 a elementi geografici fino a quel momento  privi di nome.

## Localizzazione
Il ghiacciaio è centrato alle coordinate 62°35′40″S 60°30′30″W.
Mappatura bulgara nel 2009. 

## Mappe
- L.L. Ivanov et al. Antarctica: Livingston Island and Greenwich Island, South Shetland Islands. Scale 1:100000 topographic map. Sofia: Antarctic Place-names Commission of Bulgaria, 2005.
- L.L. Ivanov. Antarctica: Livingston Island and Greenwich, Robert, Snow and Smith Islands. Scale 1:120000 topographic map. Troyan: Manfred Wörner Foundation, 2010. ISBN 978-954-92032-9-5 (First edition 2009. ISBN 978-954-92032-6-4)
- Antarctic Digital Database (ADD). Scale 1:250000 topographic map of Antarctica. Scientific Committee on Antarctic Research (SCAR). Since 1993, regularly upgraded and updated.
- L.L. Ivanov. Antarctica: Livingston Island and Smith Island. Scale 1:100000 topographic map. Manfred Wörner Foundation, 2017. ISBN 978-619-90008-3-0